# الخوالد (البحرين)
الخوالد هم فرع من عائلة آل خليفة الأسرة الحاكمة في مملكة البحرين. غالبا ما يُستخدم الخوالد للإشارة إلى أحفاد خالد بن علي آل خليفة. كما يشير هذا المصطلح أيضا إلى الإخوة خالد بن أحمد آل خليفة وزير الديوان الملكي وخليفة بن أحمد آل خليفة القائد العام لقوة دفاع البحرين.
يعود تاريخ الخوالد إلى عقد 1920، عندما عارض الخوالد الإصلاحات الإدارية التي تقودها بريطانيا وشنت حملة عسكرية على الشيعة الذين أيدوا الإصلاحات.[بحاجة لمصدر] حُوكم المؤيدون في وقت لاحق وحكمت عليهم المحكمة بالنفي. عادوا تدريجيا إلى البحرين حيث تم الاحتفاظ بهم خارج مجلس الوزراء. استعادوا بعض النفوذ منذ أواخر عقد 1960 لكنهم بقوا خارج دائرة صنع  القرار الداخلية.[بحاجة لمصدر] خلال هذه الفترة كان كبار أعضاء الخوالد ينتقدون الأسرة الحاكمة بشأن معارضتهم للإصلاحات السياسية وعقد ضغينة ضد البريطانيين.
منح الإخوة الخوالد بعض السلطة في عهد الملك حمد بن عيسى بن سلمان آل خليفة (1999 إلى الوقت الحاضر) بسبب العلاقة الشخصية الطويلة مع الفرع الأم. استلموا مواقع قيادية وأصبحوا مؤثرين على نحو متزايد بحيث تجاوزت قوتهم رئيس مجلس الوزراء خليفة بن سلمان بن حمد آل خليفة. يذكر أن آل خليفة قد انقسموا إلى فصيلين أحدهما المعتدل بقيادة ولي العهد سلمان بن حمد آل خليفة وفصيل المتشددين بقيادة الأخوين الخوالد الذين يشتركون مع رئيس الوزراء في مكافحة أجندة الإصلاح. في عام 2006 كشف تقرير عن خطة سرية مزعومة من قبل الإخوة الخوالد تهدف إلى تهميش الأغلبية الشيعية وحُدد أحد أبناء عمومتهم وهو أحمد بن عطية الله آل خليفة زعيمًا للمؤامرة.
خلال احتجاجات عام 2011 اعترض الإخوة الخوالد على التوصل إلى حل وسط مع المعارضة وفضلوا القمع بدلا منه.[معلومة أم رأي؟] بعد جولة من المفاوضات الفاشلة بقيادة ولي العهد[رأي شخصي؟] قاد الإخوة الخوالد الحملة الأمنية الأوسع نطاقا في تاريخ البحرين الحديث.[معلومة أم رأي؟] أعطي القائد العام للجيش خليفة بن أحمد صلاحيات واسعة مع إعلان الأحكام العرفية. قاد عملية القمع الرئيسية[معلومة أم رأي؟] وأقاموا المحاكم العسكرية وقدموا عدة مقابلات مع وسائل الإعلام المحلية والإقليمية. شارك عضو آخر في الخوالد الذي عُين لاحقا مديرا لجهاز الأمن الوطني في حملة القمع الذي كان مسؤولا عن الاعتقالات التعسفية والتعذيب المنهجي.[بحاجة لمصدر] الحملة الأمنية التي قادها الإخوة الخوالد أبعدت وهمشت ولي العهد الذي وجد نفسه وحلفائه مجردين من صلاحياتهم.[معلومة أم رأي؟]
يشترك الإخوة الخوالد في الأيديولوجية المحافظة المعادية للغرب.[رأي شخصي؟] يعتقدون أن الغرب يتآمر مع إيران ضد البحرين ودول مجلس التعاون لدول الخليج العربية الأخرى ويتهمون الولايات المتحدة بدعم المعارضة سرا في كثير من الأحيان.[معلومة أم رأي؟] تحالفوا مع المملكة العربية السعودية والجماعات الإسلامية السنية وعقدوا أيديولوجية ضد الشيعة الذين ينظر إليهم بكونهم طابور خامس لإيران. بناء على اعتقادهم قرر الإخوة الخوالد التعامل أمنيا مع الشيعة بدلا من الإصلاحات السياسية وزعم أنهم استخدموا الطائفية كأداة سياسية.[معلومة أم رأي؟]

## التسميات والأنساب
يشار الخوالد في الغالب إلى أحفاد خالد بن علي آل خليفة (1853-1925) الأخ غير الشقيق لعيسى بن علي آل خليفة (1848-1932) حاكم البحرين من 1869 إلى 1923. الخوالد فرع من آل خليفة الذين يحكمون البحرين منذ أن قادوا تحالف للعشائر السنية التي غزت البلاد عام 1783. خالد كان متزوجا من أربع نساء وأنجب أربعة أبناء وابنة واحدة وهم: إبراهيم (مواليد 1873) وسلمان (مواليد 1893) وعلي (مواليد 1900) ونجلاء (1912-1992) وعبد الله (مواليد 1921 أو 1922). اثنين من أبنائه لقوا حتفهم بحلول عام 1900 وهما أحمد (مواليد 1874) وعلي الأكبر (مواليد 1876).
كما يستخدم هذا المصطلح أحيانا للإشارة تحديدا إلى الإخوة خالد (1942) وخليفة (1946) أبناء أحمد بن سلمان بن خالد (توفي 2007). يرتبط الأخوين من جهة الأم مع محمد وأحمد (مواليد 1966) بن عطية الله آل خليفة. هؤلاء الأربعة في بعض الأحيان يعرفون باسم أبناء بنات السويدي وأمهاتهم هن مريم وموزة ابنتي ناصر السويدي. أحيانا يتم تضمين أخوي محمد وأحمد من جهة الأب سلمان وعبد العزيز ضمن الخوالد.

## التاريخ

### الإصلاحات الإدارية

#### السياق
تاريخ الخوالد يعود إلى عقد 1920 عندما تم دفع البريطانيين بإصلاحات إدارية في البلاد. كانت طبيعة الإصلاحات التي يشار إليها أحيانا باسم إصلاحات العشرينات إدارية فقط تاركة القضايا السياسية مثل الشرعية والتمثيل العام. تركزت الإصلاحات بشكل رئيسي على إعادة تنظيم المكاتب العامة والموارد الاقتصادية. قبل عام 1921 تم تقسيم البلاد إلى معسكرين أحدهما الداعم للإصلاحات بقيادة النجل الأكبر للحاكم وولي العهد حمد بن عيسى بن علي آل خليفة (1872-1942) والوكيل السياسي البريطاني الميجور س. ك. دالي (1920-1926) والشيعة الذين كانوا في ذلك الوقت يشكلون حوالي نصف السكان والآخر المعارض للإصلاحات بقيادة الحاكم عيسى بن علي آل خليفة وابنه الأصغر عبد الله والخوالد ورجال القبائل السنة.
الشيعة الذي كانوا يخضعون لضريبة كبيرة يسعون بشكل يائس للتخلص من النظام القبلي جنبا إلى جنب مع الميجور دالي الذي زعم بأن الشيعة ضحايا الفساد وسوء الإدارة والأعمال الوحشية والقمع. رفض فصيل المعارضة الإصلاحات على أساس أن المساواة وتوحيد القانون من شأنه أن يمنح الشيعة مزايا منها الإعفاء من الضرائب وتملك العقارات. قدمت سلسلة من التماسات الإصلاح الموالية والمعادية من قبل الفصيلين لمسؤولين بريطانيين مختلفين بما في ذلك وزارة الخارجية. ومع ذلك لا يزال الوضع على حاله لمدة عامين كما أن البريطانيون كانوا مترددين.

#### دور الخوالد
كان خالد بن علي جد الخوالد محافظ الرفاع وجزيرتي سترة والنبيه صالح وابنه الأكبر إبراهيم حكم جبلة حبشي. كان معروفا أن الخوالد يقسون كثيرا على الشيعة. في عام 1923 اتخذت الأحداث منعطفا جديدا. رغبة في إنهاء دعوات الإصلاح استخدم الخوالد وقبيلة الدواسر التكتيكات المسلحة لترهيب مؤيدي الإصلاح. القوات شبه العسكرية تشكلت من 100 شخص وهو ما يشكل خمس إجمالي جيش آل خليفة الذي بقي لديه حوالي 400 رجل.
هاجم الدواسر قريتي باربار وعالي الشيعيتين بينما هاجم الخوالد جزيرة سترة. أسفرت الهجمات عن مقتل 12 قروي وحرق عدد من المنازل واغتصاب النساء. اختفت أعمال العنف بعد وصول الكولونيل نوكس المقيم السياسي البريطاني في البحرين في سفينتين حربيتين. أجبر نوكس عيسى بن علي على التنازل عن العرش لصالح ابنه الأكبر حمد. وافق الخوالد على تخفيض قيمة الضرائب على سكان سترة بمجرد وصول نوكس. ومع ذلك بمجرد رحيل نوكس زادوا الضرائب مرة أخرى واستمر السكان الشيعة في العمل بنظام السخرة. دفع الوضع نحو 500 شيعي إلى تنظيم احتجاج أمام الوكالة البريطانية مطالبين بحل للوضع وضرائب متساوية مع باقي المواطنين (تم فرض الضرائب فقط على الشيعة).
قال جوستين غينغلر في مقالته التي نشرتها مجلة الدراسات العربية أن السبب وراء تورط الخوالد ربما كان طموح والدهم في الحصول على منصب رفيع إذا نجحوا في وقف الاصلاحات وتنصيب عبد الله بن عيسى حاكما للبلاد. وأضاف غينغلر:
استمرت العرائض والأزمة السياسية طوال عهد حمد (1923-1942) الذي قام وبتشجيع من قبل البريطانيين إنشاء محكمة جنائية لمحاكمة المتورطين في أعمال العنف بما في ذلك أبناء عمومته الخوالد. وضع الحاكم في مأزق ما بين محاباة أبناء قبيلته وتطبيق القانون حتى تم نفي أبناء عمومته ولكنه كان يدفع قيمة نفقاتهم. ومع ذلك فإن الخوالد عقدوا ضغينة عميقة ضد سكان سترة الذين شهدوا ضدهم وفي عام 1924 هاجموا الجزيرة قبل نفيهم مما أسفر عن مقتل عدد من الشيعة رجالا ونساء وأطفالا. حكم على المهاجمين بالإعدام بعد احتجاجات شيعية ومحاكمة ثانية طويلة لكنهم تمكنوا من الفرار قبل تنفيذ العقوبة. وضع والدهما تحت الإقامة الجبرية في المنامة. تمثل هذه المحاكمات المرة الأولى في تاريخ البحرين الذي يتم فيه إدانة أعضاء من الأسرة الحاكمة.

#### من 1924 إلى 1999
تدريجيا تم العفو عن الخوالد وسمح لهم بالعودة إلى البحرين بعد أن أقنعوا قادة الطائفة الشيعية في سترة أن الخوالد لن يهاجموا قراهم مرة أخرى. إبراهيم أكبر أبناء خالد الذي نفي إلى الزبارة في قطر لمدة 10 أعوام أدين في عام 1929 بالمسؤولية عن محاولة اغتيال فاشلة للحاكم في عام 1926. بدلا من محاكمته عين الحاكم إبراهيم في مكتبه في قصر الصخير. سمح لشقيقه سلمان المنفي أصلا لمدة 10 أعوام بالعودة مرة أخرى في عام 1928 بينما لم يتم نفي عبد الله لأنه كان رضيعا عندما وقعت حوادث 1923 و1924.
ومع ذلك تم الإبقاء على الخوالد خارج دائرة صنع القرار الداخلية حتى عهد حمد بن عيسى بن سلمان آل خليفة (1999 إلى الوقت الحاضر). أبعدوا كذلك عن جميع المناصب الوزارية عندما كان تشارلز بلجريف مستشار للحاكم (1926-1957) حيث قال غينغلر بأن إدارة الاستعمار لا ترى من المناسب إعادة تمكين المعارضين للإصلاحات الإدارية المسلحين. كانت العوامل الأخرى التي حافظت على إبعاد الخوالد بعيدا عن السلطة افتقارهم النسبي لكفاءة رئاسة المكاتب المتخصصة الجديدة وعلى العزلة الذاتية بسبب العداوة العالقة تجاه البريطانيين فضلا عن عداوة بعض من آل خليفة. ولكن احتفظوا ببعض الصلات الشخصية مع مركز السلطة عن طريق اثنين من الحكام وهما سلمان بن حمد آل خليفة (1942-1961) وابنه عيسى بن سلمان آل خليفة (1961-1999) اللذان تزوجا من: لطيفة بنت إبراهيم بن خالد وحصة بنت سلمان بن إبراهيم بن خالد على التوالي. هذه الأخيرة هي والدة الملك الحالي للبحرين حمد بن عيسى.
كانت العودة الأولى للخوالد إلى الحكومة في عام 1967 عندما عين عبد الله بن خالد وزيرا للبلديات والشؤون الريفية. في عام 1973 عين وزيرا للعدل والشؤون الإسلامية واحتفظ بمنصبه حتى نوفمبر 2002. خلال عقد 1970 عارض عبد الله الإصلاحات الدستورية التي مهدت الطريق القصير للمجلس الوطني من 1973 إلى 1975. كما انتقد الأسرة الحاكمة بتسليط الضوء على الاستغلال الاقتصادي المستشري ومصادرة ممتلكات المزارعين الشيعة. سلمان الأخ الأكبر لعبد الله انتقد أيضا الأسرة الحاكمة. ومع ذلك فإن سلمان وأولاده يحصلوا على أي مناصب عليا في عهد عيسى بن سلمان إما بسبب رفضهم مثل هذه المناصب أو لكي لا يعتبر كجزء من الترضية بسبب انتقاداتهم. لوحظ انصباب كره سلمان على البريطانيين وبعض من العائلة الحاكمة.

## العودة إلى السلطة

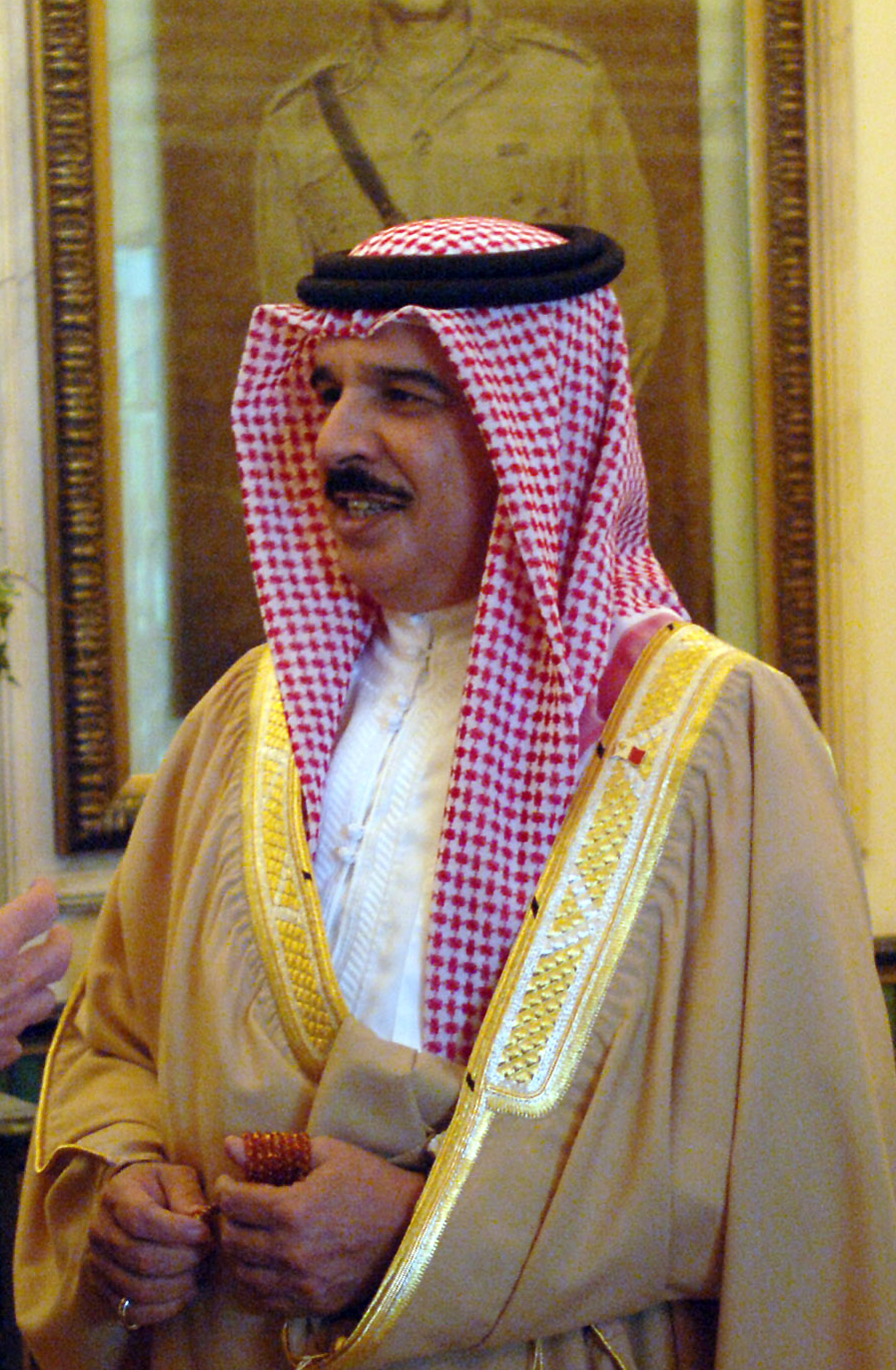
حمد بن عيسى آل خليفة ملك مملكة البحرين

بعد وفاة أبيه المفاجئ في مارس 1999 أصبح حمد بن عيسى حاكم البحرين. والدة الحاكم الجديد حصة تنتمي إلى فرع الخوالد. خلال السنوات الأولى من حكمه بدأ حمد سلسلة من الإصلاحات بما في ذلك الإفراج عن السجناء السياسيين والسماح للمنفيين بالعودة. ومع ذلك بحلول عام 2007 كان قد تراجع عن العديد من الإصلاحات السابقة. كان الإخوة الخوالد (خالد وخليفة أبناء أحمد بن سلمان بن خالد) على علاقة قوية مع الملك تعود إلى عام 1965. وفقا لصحيفة وول ستريت جورنال فإن ولي العهد آنذاك حمد عندما كان يبلغ من العمر 15 عاما كان خالد بن أحمد الذي كان يبلغ من العمر وقتذاك 21 سنة وزير ديوان ولي العهد. رفض عبد الهادي خلف تقرير الصحيفة معتبرا إياه خيالي جدا. في عام 1968 كلف حمد شقيقه خالد الأصغر خليفة الذي يقال أنه كان يركب الدراجة مع حمد خلال سنوات الدراسة الجامعية بمساعدته في بناء قوة دفاع البحرين. خلال حرب أكتوبر عام 1973 تمت ترقية خليفة إلى منصب رئيس هيئة أركان الجيش. في كتابه الصادر عام 1994 الضوء أولا: البحرين الحديثة وتراثها قدم حمد خليفة بأخي وزميلي.
كان خلال عهد حمد الذي بدأ في عام 1999 استعاد الخوالد نفوذهم في دائرة صنع القرار الداخلية. كتب غينغلر أن حمد واصل تمكين الخوالد. لقد احتلوا مناصب قيادية ومؤسسات هامة بما في ذلك جهاز الأمن الوطني والسلطة القضائية والجهاز المركزي للمعلومات. عبد الله الابن الاصغر لخالد بن علي ترأس اللجنة العليا المكلفة بصياغة ميثاق العمل الوطني بين عامي 1999 و2000. في عام 2002 تم تغيير منصبه من وزير العدل والشؤون الإسلامية إلى وزير الشئون الإسلامية ونائب رئيس مجلس الوزراء. في عام 2006 خسر منصبه الوزاري بتعيينه رئيسا للمجلس الأعلى للشئون الإسلامية. عبد الله عضو بارز في عائلة آل خليفة كونها أحد ثلاثة فقط يسبق اسمه بلقب سمو.
أصبح خالد بن أحمد وزير الديوان الملكي في عام 1999. في عام 2007 سربت ويكيليكس برقية أشار فيها السفير الأمريكي أن الملك حمد يفعل القليل لكبح جماح خالد وبدلا من ذلك يسمح له بإجراءات صارمة ضد المتظاهرين. يعتبر خالد أحد المتشددين الرئيسيين. نقلت نفس البرقية أن منصور الجمري رئيس تحرير صحيفة الوسط الشيعية المعارضة قال أن خالد هو رئيس مجلس الوزراء بحكم الواقع. ذكر مايكل فيلد أن خالد كان قويا جدا ويسيطر على الملك.
خليفة شقيق خالد الأصغر أصبح وزير الدفاع والقائد العام للجيش. تمت ترقيته لاحقا إلى القائد الأعلى للقوات المسلحة ورقي إلى رتبة مشير. ارتفعت ميزانية الدفاع من 153 مليون دينار بحريني (406 مليون دولار أمريكي) في عام 2001 إلى 333 مليون دينار (883 مليون دولار) في عام 2011. الزيادة البالغة 118٪ لا مثيل لها من قبل أي دولة في المنطقة باستثناء العراق الذي مزقته الحرب. استشهد الكاتب البحريني عباس المرشد بالأمر الملكي عام 2008 بمنع مجلس النواب من استجواب المشير حول الميزانية العسكرية كعلامة لتنامي نفوذ الخوالد.
كتب فريدريك هري أن الخوالد أصبحوا أقوى من رئيس الوزراء. قال نبيل رجب أن الاثنان حاليا هما اللذان يحكمان البحرين بحكم الأمر الواقع. قال موقع مرآة البحرين أن الخوالد أقوياء جدا ويمثلون العائلة المالكة الجديدة. وأشار المصدر نفسه إلى أن خالد وزير ملك. الإخوة خالد وخليفة وعمهما الكبير عبد الله بن خالد وابنه خالد هم أيضا أعضاء في مجلس العائلة الحاكمة.
باقي الخوالد البارزون الذين يحتلون مناصب قيادية هم محمد بن خليفة بن أحمد الرئيس التنفيذي للهيئة الوطنية للنفط والغاز ومدير مصرف البحرين المركزي ومحمد بن عبد الله بن خالد رئيس المجلس الأعلى للصحة وشقيقه خالد نائب رئيس مجلس الوزراء ورئيس مجلس إدارة شركة ممتلكات البحرين القابضة ولجنة الإسكان ومجمع السيف. هذا الأخير يعتبر مرشح الخوالد لخلافة رئيس الوزراء الحالي. ابن أخيهما خالد بن علي هو وزير العدل الحالي الذي عاش معظم حياته في مصر حيث ولد من أم مصرية قبل أن يعود إلى البحرين في عام 1999. من نسل إبراهيم بن خالد ويعتبر من الخوالد البارزين خليفة بن عبد الله بن محمد الوزير العام للمجلس الأعلى للدفاع وسابقا رئيس جهاز الأمن الوطني (2008-2011).
حمد شقيق خليفة هو رئيس مجلس إدارة شركة البحرين للاتصالات السلكية واللاسلكية. ابن عمهما إبراهيم بن خالد هو مدير عام مجلس العائلة الحاكمة وأخيرا سلمان بن إبراهيم بن حمد بن عبد الله هو الرئيس الحالي للاتحاد الآسيوي لكرة القدم. من أبناء عطية الله آل خليفة عبد العزيز المستشار الأمني في ديوان رئيس الوزراء الذي سبق له رئاسة جهاز الأمن الوطني (2002- 5) وأصبح محمد رئيس المكتب المركزي للإحصاء والديوان الملكي حتى عام 2010 وأصبح أحمد وزير شؤون مجلس الوزراء ومدير مكتب الإحصاء المركزي حتى عام 2011 وأصبح سلمان رئيس مستشفى قوة دفاع البحرين وفي وقت لاحق رئيس مستشفى الملك حمد الجامعي وعضو المجلس الأعلى للصحة.

### الصدع الداخلي
قال كريستيان كوتس أولريكسين من معهد تشاتام هاوس اللندني أن الخوالد يخوضون معركة ضخمة من أجل السيطرة على الأسرة بعد عودتهم إلى المناصب القيادية. أعرب مراقبون أجانب مثل إميل نخله وكذلك العاملون في القصر قلقهم من أن الإخوة الخوالد قد يغيرون خط الخلافة الملكية تجاه أنفسهم. قلل مسؤولون أمريكيون لم يذكروا أسمائهم من احتمال مثل هذا التغيير. أصبح الانقسام في العائلة الحاكمة واضحا جدا عندما أجرى عضو بارز مجهول الهوية من العائلة الحاكمة مقابلة مع صحيفة وول ستريت جورنال قائلا أن من يحيط بالملك كلهم من الخوالد الأقوياء.
رفض ملك البحرين والعديد الخوالد التعليق على القصة. ومع ذلك قال أحد كبار مستشاري الملك ومقرب من الخوالد لصحيفة وول ستريت جورنال أن الموضوع مبالغ فيه ولا يزيد عن المنافسة على خلافة رئيس الوزراء العجوز وأضاف أن هذا النقاش صحي وليس عبارة عن حكايات الثأر. شكلت لجنة التحقيق لتحديد المصادر التي سربت المعلومات إلى وول ستريت جورنال.
من جهة فإن فصيل الإخوة الخوالد بقيادة خالد بن أحمد يمثلون المتشددين بينما من ناحية أخرى فإن ولي العهد الأمير سلمان بن حمد آل خليفة ينظر إليه كزعيم للمعتدلين حسب ما ذكرت صحيفة لوس أنجلوس تايمز. وفقا لجين كينينمونت من معهد تشاتام هاوس فإن الملك لا يميل تجاه أي إيديولوجية معينة ولكنه كحاكم فهو الشخص الرئيسي الذي تسعى الفصائل الأخرى للتأثير عليه. كان يعتقد في السابق أن رئيس الوزراء خليفة بن سلمان آل خليفة هو رئيس المعسكر الأول ولكن في السنوات الأخيرة تبين صعود أسهم الإخوة الخوالد. ذكرت وحدة الاستخبارات الاقتصادية أن العائلة المالكة انقسمت الآن إلى ثلاثة فصائل: الأول بقيادة ولي العهد والثاني بقيادة رئيس الوزراء والثالث بقيادة الإخوة الخوالد. خليل المرزوق من جمعية الوفاق الوطني الإسلامية دعم البيان المذكور وادعى أن خالد بن أحمد هو رئيس الفصيل الثالث.
قبل احتجاجات عام 2011 كان الاخوة الخوالد على علاقات متوترة مع رئيس الوزراء وكلا الجانبين يكرهون بعضهم البعض. ذكر موقع مرآة البحرين الإخباري أن رئيس الوزراء أعرب عن كراهيته للأخوة الخوالد عدة مرات للجمهور في مجلسه ورفض التعاون مع وزراء تحت نفوذهم مثل أحمد بن عطية الله. ومع ذلك وبعد بدء الاحتجاجات تحسنت العلاقات فيما بينهما. شكل الاخوان خالد وخليفة ورئيس الوزراء حكم ثلاثي مضاد للإصلاح على الرغم من أن رئيس الوزراء يعتبر الأكثر مرونة سياسيا.

### تقرير البندر
في عام 2006 وزع صلاح البندر مستشارا وزارة شؤون مجلس الوزراء تقرير فضيحة مكون من 240 صفحة وكشف عن مؤامرة سياسية مزعومة بقيادة الخوالد تهدف إلى حرمان وتهميش الأغلبية الشيعية والتقليل من تأثير الإصلاحيين في العائلة الحاكمة. كان من بين استراتيجيات المؤامرة المزعومة تجنيس السنة من أجل تغيير تركيبة السكان. تضمنت الاستراتيجيات الأخرى تمسيد الطائفية في وسائل الإعلام واستخدام منظمات مدعومة وتزوير الانتخابات النيابية. التقرير يدعي أن أحمد بن عطية الله هو رئيس المؤامرة التي تهدف لتجاوز الشرعية القانونية وتزييف الإرادة الشعبية وتشويه سمعة منظمات المجتمع المدني. هذا الأخير وصف بأنه متشدد ذو نفوذ وربيب خالد بن أحمد.
بلغ مجموع ميزانية المؤامرة مليون دينار بحريني (2.65 مليون دولار أمريكي). ذكر التقرير أن أصول المؤامرة تنبع من دراسة سرية من قبل الأكاديمية العراقية في عام 2005 التي توصي بتهميش الشيعة من قبل الحكومة. تم ترحيل البندر ومنع من نشر تقريره في وسائل الإعلام ومجلس النواب. نفى عطية الله هذه المزاعم وادعى أنها محاولة إيرانية لزعزعة الاستقرار في البحرين. ولكن اتهمت الحكومة البندر غيابيا بحيازة وثائق حكومية مسروقة. قال كينينمونت أن هذا الاتهام يعطي هذه الوثائق مصداقية. اكتسب التقرير المزيد من المصداقية في عام 2008 عندما نشرت الحكومة البيانات الديموغرافية الجديدة التي أظهرت أن أكثر من 70 ألف شخص تم تجنيسهم في السنوات السبع السابقة. ذكرت صحيفة لوس انجليس تايمز ان تقرير البندر أول دليل على الدعم الحكومي للمتطرفين السنة.

## احتجاجات عام 2011

### السياق

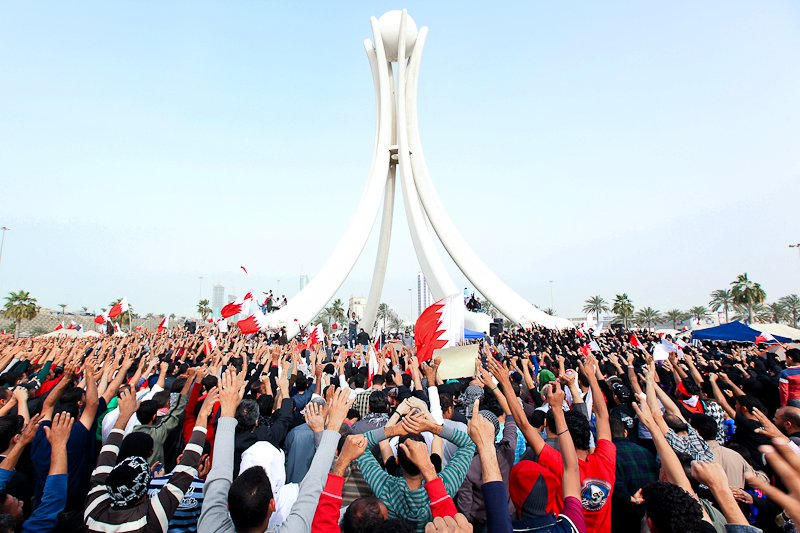
احتجاجات في دوار اللؤلؤة في فبراير 2011

مستوحاة من الانتفاضات الشعبية في تونس ومصر خرج المتظاهرون في البحرين إلى الشوارع في يوم الغضب في 14 فبراير 2011. ردت قوات الأمن بإطلاق الغاز المسيل للدموع والرصاص المطاطي وقنابل الصوت لتفريق حشود المتظاهرين مما أسفر عن مقتل واحد منهم. في اليوم التالي قتل متظاهر آخر واحتل آلاف المتظاهرين دوار اللؤلؤة في العاصمة المنامة. في 17 فبراير شنت السلطات غارة قبل الفجر على المتظاهرين المتواجدين في مخيمات مؤقتة في دوار اللؤلؤة مما أسفر عن مقتل أربعة متظاهرين وإصابة أكثر من 300 متظاهر.
في اليوم التالي قامت قوات الجيش المتمركزة في دوار اللؤلؤة باطلاق الذخيرة الحية على مئات المتظاهرين الذين حاولوا إعادة احتلال الموقع. أصيب 120 متظاهر على الاقل أحدهم إصابة قاتلة وبذلك يرتفع عدد الوفيات إلى سبعة. عرض ولي العهد الحوار مع جمعيات المعارضة. في 19 فبراير عاد عشرات الآلاف من المحتجين إلى احتلال دوار اللؤلؤة بعد أن أمر الجيش بالانسحاب. في 16 مارس أعلنت الأحكام العرفية ودخلت قوات درع الجزيرة البلاد. على الرغم من الحملة الأمنية الصعبة والحظر الرسمي إلا أن الاحتجاجات استمرت.

### دور الإخوة الخوالد
حدثت انقسامات علنية داخل عائلة آل خليفة المالكة خلال الاحتجاجات. الملك مع ابنه الأكبر وولي العهد سلمان كانا يستجيبان بشكل إيجابي للضغوط الأمريكية لتقديم تنازلات لصالح المعارضة في حين أن الإخوة الخوالد يفضلون الحملة الأمنية. في فبراير ومارس 2011 منح الملك الإذن لولي العهد لقيادة مفاوضات شبه سرية مع المعارضة وتقديم تنازلات تاريخية لهم بما في ذلك حصة أكبر في مجلس النواب". وفقا لموقع مرآة البحرين فاجأ تحرك ولي العهد الإخوة الخوالد الذي يهدف من بين أمور أخرى للحد من نفوذهم. خلال هذه الفترة خسر أحمد بن عطية الله منصبه وزيرا لشؤون مجلس الوزراء في تعديل وزاري محدود يهدف إلى تلبية مطالب المعارضة التي اتهمته مرارا وتكرارا بالتمييز ضد الشيعة. التعديل الوزاري شمل تعيين مجيد العلوي مستشارا لولي العهد ووزيرا للإسكان.
وفقا لمصادر قابلتهم وول ستريت جورنال رفض الإخوة الخوالد صفقة ولي العهد مما أدى إلى المواجهة فيما بين ولي العهد ووزير الديوان الملكي في اجتماع الأسرة. وفقا لنفس المصادر توجه خالد بن أحمد إلى المملكة العربية السعودية وأقنع ملكهم بمعارضة صفقة ولي العهد. بعد ذلك تذكر المصادر أن قوات الأمن بقيادة الأخوين الخوالد هاجموا المتظاهرين وانهار الحوار ما بين ولي العهد والمعارضة. نفى مصدر مقرب من الإخوة الخوالد السرد المذكور وألقوا باللوم على فشل المحادثات لرفض المعارضة لصفقة ولي العهد. قال علي سلمان رئيس جمعية الوفاق الشيعية المعارضة أنهم قبلوا مبادرة ولي العهد ولكن بعد 12 ساعة وصلت قوات درع الجزيرة وقطعت الحوار. وفقا لوول ستريت جورنال فإن الاخوة الخوالد أيضا منعوا بشكل فعال أي حوار مباشر جديد ما بين ولي العهد والمعارضة بعد فشل حوار مارس 2011.
في 15 مارس أعلن الملك حالة السلامة الوطنية (حالة الطواريء) لمدة 3 أشهر ومنح المشير خليفة بن أحمد سلطات واسعة النطاق بما في ذلك سلطة إصدار اللوائح التي تنظم كل أنواع السلوك. المرسوم الملكي المذكور أذن للمشير الإشراف على تنفيذ هذا المرسوم عن طريق جميع الوزارات والهيئات الحكومية. قاد عملية طرد المحتجين من دوار اللؤلؤة في الساعات الأولى من صباح 16 مارس. ثمانية أشخاص لقوا حتفهم في ذلك اليوم ستة إثر إصابتهم بطلق ناري واثنان من قوات الأمن دهسا من قبل سيارة دفع رباعي لأحد المتظاهرين.
كثيرا ما ظهرت المشير على وسائل الإعلام المحلية والإقليمية. في إحدى المقابلات وصف المحتجون بالخونة. وفي مقابلة أخرى ردد نفس اتهامات معمر القذافي للمحتجين بتعاطي المخدرات قائلا: «المحتجون أعطوا حبوب أثرت على عقولهم وجعلتهم يفعلون أشياء غير عادية». وحذر المتظاهرين قائلا: «أقول لهؤلاء الذين لم تصلهم الرسالة، إذا عدتم سنعود أقوى من هذه المرة». وأضاف أن الاحتجاجات كانت: «بكل المقاييس مؤامرة إيرانية بدعم من الولايات المتحدة». وقال أيضا أن الاحتجاجات التي وصفها بأنها «مؤامرة انقلاب» وتحظى بتؤييد عدة أشخاص في الولايات المتحدة ودولة خليجة لم يذكر اسمها.
في أيام لاحقة اجتاحت البحرين الحملة الأمنية التي يقودها الأخوة الخوالد ووقعت اشتباكات شبه يومية بين قوات الأمن ونشطاء المعارضة. كانت الحملة الأمنية الأوسع نطاق ضد المعارضة في تاريخ البحرين الحديث. قتل عشرات المتظاهرين وتعرض بعضهم للتعذيب في مراكز الشرطة. طرد آلاف الشيعة من وظائفهم وهدمت عشرات المساجد الخاصة بهم. ترأس المشير أيضا أكثر من محكمة للسلامة الوطنية وهي محكمة عسكرية أدين بها أكثر من 500 متهم بما في ذلك جميع قادة المعارضة من غير منتسبي جمعية الوفاق (البحرين ثلاثة عشر). قال كينينمونت: «إن نمط مختلف من القمع يعكس قيادة مختلفة». ذكرت صحيفة الإندبندنت أن استمرار القمع والتدخل السعودي زاد من نفوذ المشير المتشدد البارز داخل العائلة الحاكمة. قال البروفيسور مايكل هدسون: «تميزت الحملة بانتصار المتشددين داخل النظام الملكي».
جهاز الأمن الوطني قيادة عضو من الخوالد وهو خليفة بن عبد الله آل خليفة لعب دورا مهما في الحملة الأمنية. وجدت اللجنة البحرينية المستقلة لتقصي الحقائق أن جهاز الأمن الوطني أعدم مئات الاعتقالات التعسفية التي استخدم خلالها «القوة المفرطة غير الضرورية» و«سلوك الإرهاب الملهم» والممتلكات المتضررة. وجدت لجنة تقصي الحقائق أيضا أن جهاز الأمن الوطني استخدم التعذيب المنهجي للمعتقلين مما أدى إلى وفاة كريم فخراوي. بعد صدور تقرير لجنة تقصي الحقائق تم ابعاد خليفة بن عبد الله من منصبه وتعيينه في منصبي مستشار الملك والأمين العام للمجلس الأعلى للدفاع. وفقا لكينينمونت: «يعتقد أنه لا يزال يشارك في إدارة الجهاز».
تم رفع الأحكام العرفية في 1 يونيو وتبعها دعوة الملك لحوار وطني. فشل الحوار سيؤدي إلى تعميق الفجوة بين فروع آل خليفة حسب أولريكسين. وفقا لمصادر كينينمونت ووول ستريت جورنال فقد غاب ولي العهد بعدما تم ابعاد حلفائه عن مواقعهم المؤثرة وتجريد مجلس التنمية الاقتصادية من صلاحياته. كتب هري أن الملك نفسه اختفى. زاد تأثير الإخوة الخوالد أكثر بعد الاحتجاجات. عطية الله الذي فقد منصبه الوزاري خلال الأيام الأولى للاحتجاجات عين وزيرا لشئون المتابعة في الديوان الملكي. في يناير 2012 أراد الإخوة الخوالد بدء المحادثات إلا أنهما تخليا عن الفكرة بعد معارضة المتطرفين السنة الموالين للحكومة.
دعا ولي العهد أخيرا لتجديد الحوار في ديسمبر بعد خطابه الذي تضمن إشارات للخوالد بمزيد من النفوذ. بدأ حوار جديد في فبراير 2013 إلا أن ولي العهد لم يشارك على الرغم من دعوات المعارضة له. نشر المتحدث الرسمي عن المشير تغريدة على تويتر واصفا المشاركين في المحادثات بأنهم حمير وحذر من أي تنازل من شأنه أن يرقى إلى انقلاب. أثار تعيين ولي العهد نائبا أول لرئيس الوزراء الارتياح حيث رحب الجمري ومستشاري الحكومة المعتدلين بهذا التعيين. قال الجمري: «هذه خطوة هامة يمكن أن تمثل نقطة انطلاق لإصلاح ذي معنى في وقت لاحق». ذكرت وحدة الاستخبارات الاقتصادية أن هذا التعيين وضع ولي العهد كمرشح أول لخلافة رئيس الوزراء. ومع ذلك فإن غينغلر قال أن ولي العهد مازال غائبا تماما عن دائرة صنع القرار. حذر كريستوفر ديفيدسون أن هذه الخطوة تعتبر إحدى حيل العلاقات العامة.

## فكر وسياسة الحلفاء

### المحافظين المعاديين للغرب
وفقا لمؤسسة فريدوم هاوس فإن الاخوة الخوالد يمثلون ويروجون للتوجه الأيديولوجي الذي يرى البحرين هدفا للمؤامرات الإيرانية والشيعة البحرينيين المدعومين من الغرب على حساب العائلة الحاكمة والسنة. الولايات المتحدة اسقطت الحكم السني في أفغانستان (طالبان) والعراق (صدام حسين) والتقاعس عن العمل العسكري النسبي تجاه إيران النووية.
في مقابلة مع صحيفة الراي الكويتية اعتبر المشير حركات الربيع العربي في تونس ومصر واليمن والبحرين وليبيا مؤامرة غربية. اعترف فقط بالأزمة السورية ثورة شعبية حقيقية كما وألمح إلى أن قوات مجلس التعاون الخليجي قد تتدخل هناك. وأضاف: «إذا لم يهزموا مرتزقة إيران في سوريا فسوف يأتي الدعم من الخليج». في مقابلة في مارس 2012 اتهم المشير الولايات المتحدة «بدعم المعارضة سرا وزرع الخلاف بين دول الخليج». احتج على وقف الولايات المتحدة إمداداتها من الأسلحة للسيطرة على المتظاهرين من خلال منع بيع طائرات أمريكية. وصفت هذه الخطوة التي كتبها هري بأنها ألغى الملك بشطل فعال.
صنف الإخوة الخوالد من قبل وول ستريت جورنال باسم «المتشددين المعادين للولايات المتحدة». قالت صحيفة اندبندينت أن الخوالد المحافظين يحاولون إقامة علاقات وثيقة مع المملكة العربية السعودية و«يعارضون بشدة أي تنازلات» للمعارضة و«دفعوا إلى نحو متزايد الطائفية وجدول أعمال المحافظين». زأضاف الصحيفة اللندنية: «يخشى حليفا البحرين الكبيران في أمريكا وبريطانيا استبدال النظام الملكي الموالي لهم إلى نظام يعاديهم».
ذكرت المونيتور أن الأخوة خالد وخليفة بن أحمد تحالفوا مع الجماعات الإسلامية السنية البارزة وهي جمعية الأصالة الإسلامية السلفية وجمعية المنبر الوطني الإسلامي (الإخوان المسلمين) والجمعية الوحدة الوطنية (مستقلة). قال سعيد الشهابي زعيم حركة أحرار البحرين التي يقع مقرها في لندن أن المملكة المتحدة تفضل التعامل مع المعتدلين بدلا من الإخوة الخوالد. وأضاف «لكن الإخوة الخوالد مدعومين من المملكة العربية السعودية مما يجعل البريطانيون يهملونهما». ذكرت صحيفة لوس أنجيلوس تايمز أن مساعدة الخوالد في قمع التطلعات الشيعية يعني دعم الجماعات السنية مدفوعين بنفس الأيديولوجيات التي تلهم أسامة بن لادن. أضافت الصحيفة التي مقرها في لوس أنجلوس أن جريدة أخبار الخليج الموالية للحكومة تشير إلى بن لادن بأنه شيخ وهو لقب مشرف.
صحيفة الوطن التي يسيطر عليها الإخوة الخوالد نشرت اسم وصورة دبلوماسي أمريكي يعطى الكعك للمحتجين خارج السفارة الأمريكية في المنامة. صورته الصحيفة بأنه عميل إسرائيلي إيراني مما اضطر السفارة إلى أن ترسله إلى الوطن بسبب مخاوف السلامة. انتقدت الصحيفة ذاتها الدعم الأمريكي المزعوم للمتظاهرين من خلال عرض سلسلة من المقالات عن رئيس الولايات المتحدة بعنوان آية الله أوباما والبحرين. قال غينغلر أن كاتب «آية الله أوباما» يوسف البنخليل أشاد به المشير وقرر ترقيته إلى رئيس تحرير الصحيفة في العام التالي.
تزايد نفوذ الإخوة الخوالد داخل آل خليفة أدى إلى حدوث انقسامات مما دفع اثنين مسؤولين أميركيين سابقين إلى القول بأنه لن يكون قابلا للتطبيق مواصلة تبني الآلاف من أعضاء خدمة الولايات المتحدة وأسرهم هناك ومؤسسة كارنيغي للسلام الدولي دعت الولايات المتحدة ل«إعداد خطط للنقل التدريجي للموجودات الاسطول الخامس». من ناحية أخرى كتب سايمون هندرسون أن نقل مقر الأسطول الخامس سوف يؤدي إلى تشجيع الاخوة الخوالد. وأضاف أن «فصيل الإخوة الخوالد في المنامة يستمتعون بفكرة رحيل القاعدة الأمريكية لتبرير المسار المتشدد».

### الطائفية
في عام 1995 أي بعد عام واحد من بدء الانتفاضة التسعينية وزع خالد بن أحمد علنا قصيدة مشحونة سياسيا تحتوي على وجهات النظر العنصرية والبغيضة للشيعة. أحد أبيات القصيدة تدعو إلى إراقة الدماء عنها قبل أن يموت الجميع وبيت آخر دعا إلى إزالتهم من كل موقف حساس. قال خلف أن القصيدة جزء من العنصرية القبلية وضعت ضمن تعبئة سياسية وتعبئة مضادة. وفقا لمايكل فيلد فإن خالد لديه سمعة بأنه قاسي على الشيعة. ذكر فريدوم هاوس أن الإخوة الخوالد يتبنيان أجندة ضد الشيعة وتصورهم كطابور خامس حقيقي ليتم التعامل معهم في إطار أمني وليس من خلال المساومات السياسية. العنف الطائفي وصعود قوى شيعية في العراق عززت هذا الاعتقاد. اعتبار الشيعة مشكلة أمنية أدى بالإخوة الخوالد للنظر إلى أي إصلاحات اقتصادية وسياسية بأنها غير صالحة. بدلا من ذلك كانوا يعتقدون أن هذه الإصلاحات ستؤدي إلى أن يطالب الشيعة بالمزيد.
كتب غينغلر بأن الوضع الحالي سيؤدي إلى مزيد من عدم الاستقرار. يزعم أن الإخوة الخوالد سيتخذون تدابير وقائية للحد من نفوذ الأغلبية الشيعية عبر استبعادهم من المناصب الحساسة (الوزارات السيادية والشرطة والجيش) وتجنيس السنة لإعادة التوازن إلى التركيبة السكانية والغش في الدوائر الانتخابية وحشد الرأي العام السني ضد الشيعة. قدم أول دليل على هذه السياسات من قبل منصور الجمري في عام 1998 وفي وقت لاحق من عام 2006 نشر تقرير البندر. قال ديوان: "في حين تم إنجاز استبعاد الأقلية الشيعية من المجال العام في المملكة العربية السعودية من خلال إيديولوجية ومؤسسات الوهابية وإقصاء الأغلبية في البحرين من المرجح أن يكون أكثر صعوبة.
كتب هري أنه خلال احتجاجات عام 2011 فإن الاخوة الخوالد ساعدوا حلفائهم السنة الإخوان المسلمون والسلفيون لحسن استخدام الطائفية لنزع الشرعية عن المعارضة الشيعية ومنع تشكيل حركة شعبية على نطاق واسع. وأضاف أنهم وظفوا صحيفة الوطن الموالية للخوالد لتصوير الوفاق كوكيل لحزب الله وإيران. قالت المعارضة ان الجماعات الطائفية دعمت بشكل رئيسي من قبل خالد بن أحمد الذي اعتبروه "قوية وضار للغاية. ذكر تقرير خدمة أبحاث الكونغرس أن الإخوة الخوالد يستخفون ويعارضون التوصل إلى حل وسط مع الشيعة.

## التحليل
جادل غينغلر أن التمكين الملك حمد للإخوة الخوالد ليس لأنه لم يكن على علم بأيديولوجية وإجراءات مكافحة الإصلاحات ولا كان من المقرر له أن يكون الذئب في ثياب الحملان. بدلا من ذلك كتب غينغلر أن الملك حمد ربما أراد أن يواجه تأثير عمه رئيس الوزراء القوي خليفة بن سلمان الذي كان الحاكم الفعلي من 1971 إلى 1999. ويخلص غينغلر أن صعود الاخوة الخوالد نتيجة لمزيج من العلاقات الشخصية والخلفية المشتركة في الجيش والنفعية السياسية. تفسيرات أخرى عرضها غينغلر تشمل أن الملك حمد ببساطة غير مهتم بالحكم ويفضل بدلا من ذلك الاهتمام بالترفيه والهوايات أو أنه قد بدأ بمقاربة أمنية بالتوازي مع الإصلاحات كاجراء احترازي في حال فشلت.
ذكر مرآة البحرين أن الملك قد فوض الإخوة الخوالد سلطة إدارة شؤون الدولة كما يحلو لهم. كتب غوين داير أنه طالما بقي الخوالد في السلطة فلن يكون هناك حل وسط على الرغم من مقتل أكثر من 80 متظاهر شيعي. جادل الباحث البحريني يوسف مكي تضخيم دور الإخوة الخوالد وأنهم لا يشكلون فصيل خاص بهم وبدلا من ذلك قال مكي أنهم فصيل بقيادة رئيس وزراء.
من ناحية أخرى قال الكاتب البحريني عباس بوصفوان أن الإخوة الخوالد هم من حاشية الملك والادعاءات المقدمة ضدهم بما في ذلك تقرير البندر ليس أكثر من مشاريع الملك الخاصة وقال إن الإصلاحات المبكرة التي بدأها الملك المعروف باسم مشروع الإصلاح الهدف منه هو وضع السلطة في يده بعيدا عن رئيس الوزراء وليس لخلق شراكة شعبية وحياة ديمقراطية. وأضاف بوصفوان أن خالد بن أحمد وأحمد بن عطية الله كانا مسؤولين عن تشكيل وتنفيذ ما أسماه إستراتيجية حمد وقال أنه لا يعتبر ولي العهد معتدلا وبدلا من ذلك فإن ولي العهد غير قادر على تشكيل توازن مع قوة الخوالد.